# Ovča
Ovča (en serbe cyrillique : Овча) est une ville de Serbie située dans la municipalité de Palilula et sur le territoire de la Ville de Belgrade. Au recensement de 2011, elle comptait 2 742 habitants.

## Géographie

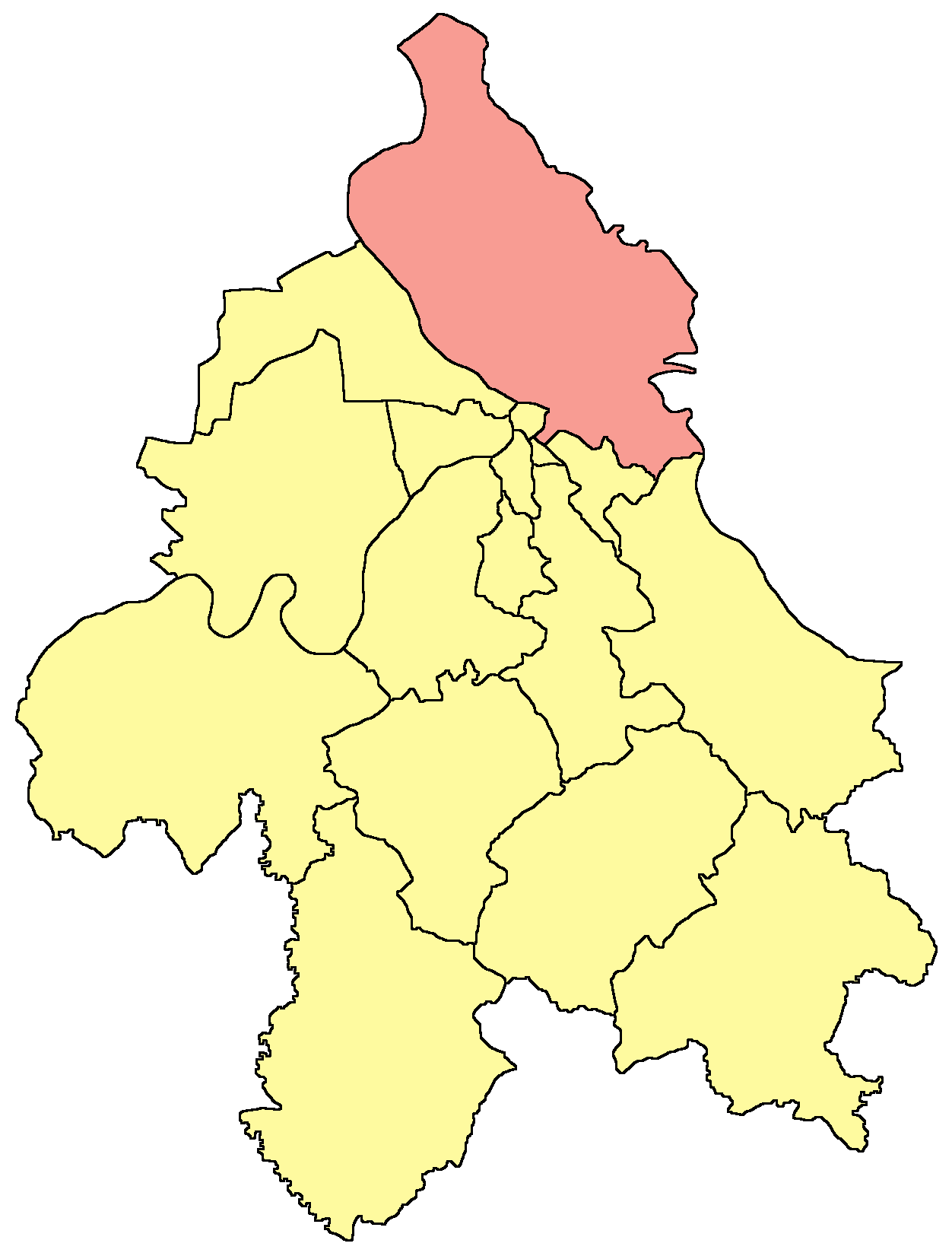
Localisation de la municipalité de Palilula dans la Ville de Belgrade

Ovča est située au nord de la municipalité de Palilula, dans la partie de cette municipalité qui se trouve dans le Banat et dans la sous-région du Pančevački rit, à 13 km au nord du centre-ville de Belgrade. Ovča se trouve aussi à 6 km à l'est de Padinska Skela et à quelques kilomètres du Zrenjaninski put, « la route de Zrenjanin », qui relie la capitale serbe à Zrenjanin, en Voïvodine.

## Histoire
La première mention d'un village nommé Ovči remonte à 1456 ; à cette époque, il faisait partie du comté de Syrmie, qui appartenait au Royaume de Hongrie. Le nom de la localité est d'origine slave ; et comme ses premiers habitants étaient des bergers valaques, on pense qu'il vient du mot serbe ovčar, qui signifie « le berger ». Le village passa sous le contrôle de l'Empire ottoman en 1537 et fut inclus dans le Sandjak de Smederevo. Il fut donné avec le statut de waqf par le bey Mehmet-pasha à la mosquée et à l'imaret du quartier de Dorćol à Belgrade.
Au milieu du XVIIIe siècle, le village fut évacué à cause d'une épidémie de peste ; il ne fut repeuplé qu'en 1813.
Ovča fit partie de la municipalité de Borča jusqu'au 30 mai 1952, date à laquelle la ville devint le centre d'une municipalité. Cependant, en 1955, toutes les municipalités du Pančevački rit furent réunies en une seule, celle de Krnjača, qui, à son tour, fut rattachée à la municipalité de Palilula en 1965. Depuis le début des années 2000, un mouvement s'est développé qui milite pour le rétablissement de l'ancienne municipalité de Krnjača (sous le nom de Dunavski Venac).

## Démographie

### Évolution historique de la population
| 1948  | 1953  | 1961  | 1971  | 1981  | 1991  | 2002  | 2011  |
| ----- | ----- | ----- | ----- | ----- | ----- | ----- | ----- |
| 1 950 | 1 767 | 2 926 | 3 381 | 2 530 | 2 444 | 2 567 | 2 742 |

|  |

### Données de 2002
Pyramide des âges (2002)
En 2002, l'âge moyen de la population était de 38,9 ans pour les hommes et 40,9 ans pour les femmes.
Répartition de la population par nationalités (2002)
En 2002, les Serbes représentaient 63,97 % de la population et les Roumains 27,46 %.

### Données de 2011
En 2011, l'âge moyen de la population était de 40,3 ans, 39,2 ans pour les hommes et 41,3 ans pour les femmes.

## Architecture

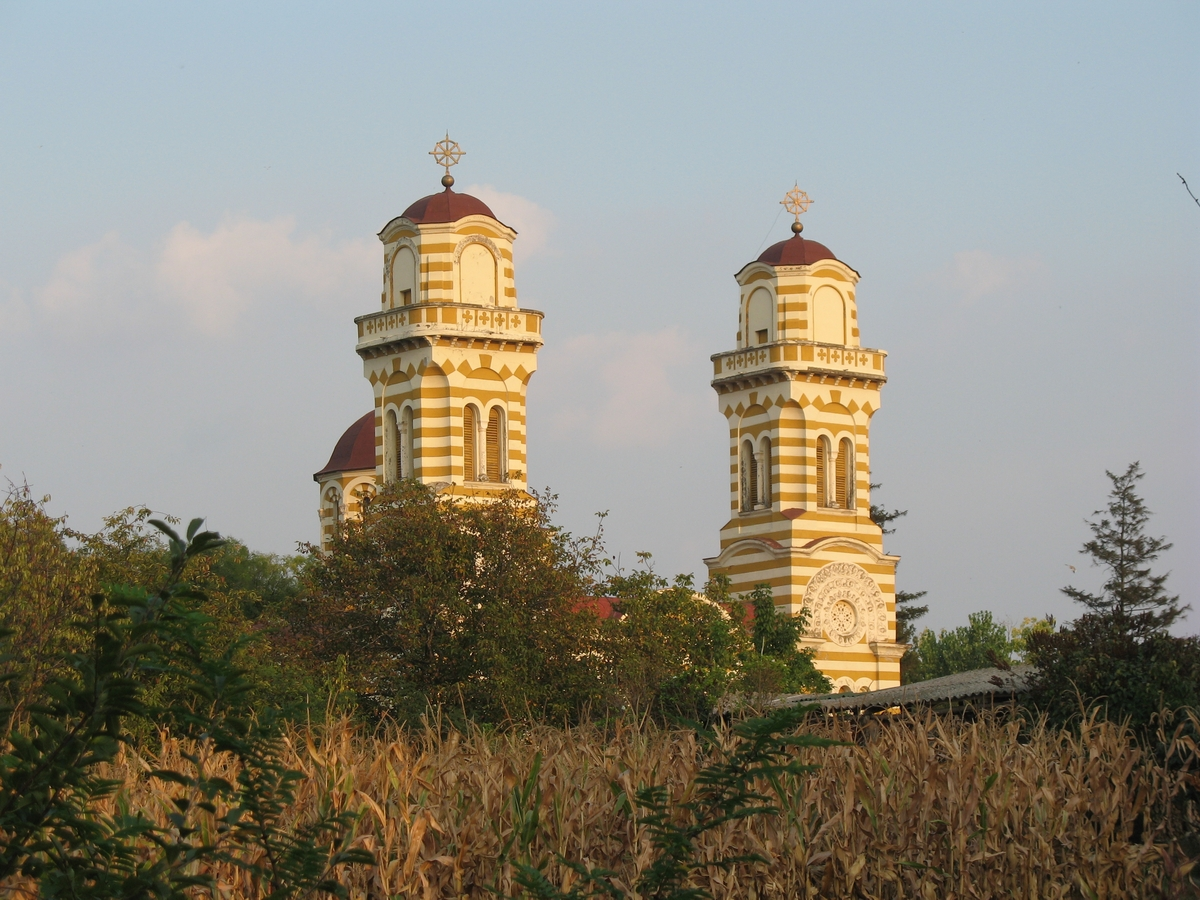
L'église Saint-Constantin-et-Sainte-Hélène d'Ovča

L'église Saint-Constantin-et-Sainte-Hélène d'Ovča a été édifiée entre 1921 et 1931 dans un style serbo-byzantin ; elle constitue un des rares exemples de ce genre dans la région du Banat, plutôt marquée par les modèles de l'architecture baroque ; elle figure aujourd'hui sur la liste des biens culturels de la Ville de Belgrade.

## Éducation et culture
L'école Vasa Pelagić de Kotež dispose d'une antenne à Ovča. De même, la bibliothèque Milutin Bojić, la bibliothèque centrale de la municipalité de Palilula, créée en 1957, tient ouverte une annexe à Ovča.

## Économie
L'économie de la ville d'Ovča est fondée sur l'agriculture. À proximité de la localité se trouvent de grands réservoirs de gaz naturel qui dominent le paysage alentour.

## Thermalisme

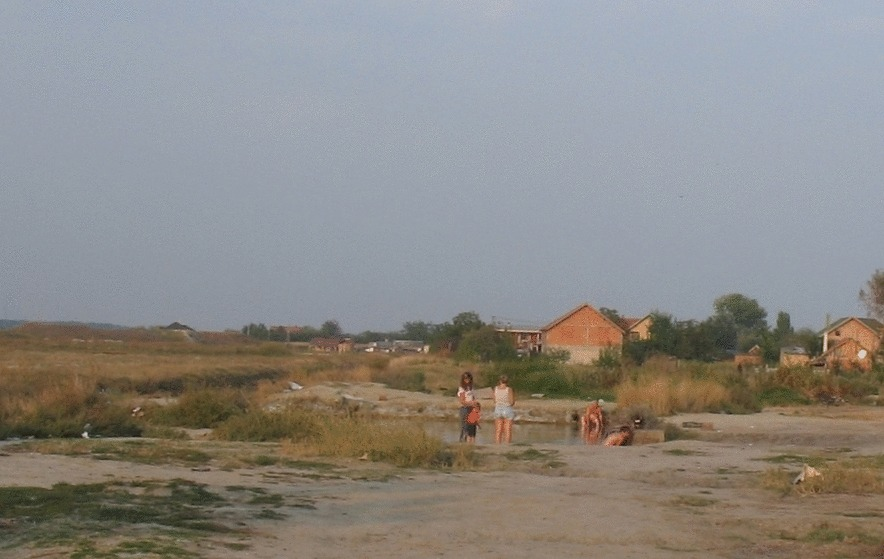
La mare d'Ovčanska banja

À la fin des années 1980, la société Geosonda a foré le centre-ville pour y trouver du pétrole ; à la place a jailli une source d'eaux très minéralisées et très salées qui a formé une mare de 150 m2 ; ces eaux boueuses permettent de soigner des problèmes veineux, des rhumatismes, des sciatiques et des troubles visuels. Cette partie d'Ovča est connue sous le nom d'Ovčanska banja (« les bains d'Ovča »),.

## Transport
Ovča possède une gare sur la ligne de chemin de fer Belgrade-Pančevo. La ligne de bus 105 (Omladinski stadion – Gare d'Ovča), gérée par la société GSP Beograd, a son terminus dans le village.